# Blake Fielder-Civil
Blake Fielder-Civil (Northamptonshire, Anglaterra, 16 d'abril de 1982) és un assistent de producció de vídeos musicals britànic. És conegut principalment per la seva relació amb la cantant Amy Winehouse. Va aparèixer, junt a la seva mare, l'actriu Georgette Civil, al programa de televisió The Jeremy Kyle Show. Fielder-Civil i Winehouse es van conèixer el 2005 a Londres. El 2007, es van casar a Miami, i posteriorment es van divorciar el 2009.
Fielder-Civil va tenir diversos problemes amb la justícia. El 2007, va ser condemnat a presó per una agressió, i el 2008 va ser empresonat per la seva participació en una baralla en un bar. Durant aquest període, la seva relació amb Winehouse es va veure afectada, i després de la seva sortida de presó, la cantant va sol·licitar el divorci. La parella es va divorciar després de rebre pressions dels pares de tots dos per posar fi a la relació. Més tard, van reprendre breument la relació després que Fielder-Civil ingressés en rehabilitació. Després de la mort de Winehouse el 2011, Fielder-Civil ha mantingut un perfil baix. El 2012, va ser hospitalitzat per una sobredosi. Ha estat casat amb Sarah Aspin, amb qui té dos fills, i el 2021 es va comprometre amb Bay Wright.
El 2024, l'actor Jack O'Connell el va interpretar en la pel·lícula biogràfica Back to Black, i Fielder-Civil va declarar que algunes parts de la producció li van semblar una representació precisa de la seva relació amb Winehouse.